# Game & Watch Gallery 3
Game & Watch Gallery 3 is een videospel, uitgebracht voor de Game Boy Color. Het spel werd ontwikkeld en uitgegeven door Nintendo in 1999. Het is het officiële vervolg op Game & Watch Gallery 2 voor de Game Boy Color. Het spel bevat een aantal Game & Watch spellen uit de oude doos, in een nieuw, moderner kleedje gestoken. De hoofdpersonages zijn Mario en zijn vrienden.